# Ateles chamek
Ateles chamek és una espècie de primat de Sud-amèrica. Aquesta mona aranya viu a Bolívia, el Brasil i el Perú. Ateles chamek habita les terres baixes del centre i nord de Bolívia, l'oest del Brasil i el nord-est del Perú. Es troba al sud de l'Amazones, a l'oest del riu Tapajós (Brasil) fins al riu Ucayali (Perú). S'estén cap al sud al marge de la serralada dels Andes fins al centre de Bolivia i des d'allà cap al nord-est al marge del Parc Nacional Noel Kempff Mercado a l'estat brasiler de Mato Grosso, fins al marge esquerre dels rius Teles, Pires i Tapajós.